# Варвянское (Решетиловский район)
Варвянское (укр. Варвянське) — село, Решетиловский поселковый совет, Решетиловский район, Полтавская область, Украина.
Код КОАТУУ — 5324255102.
Село ликвидировано в 2000 году.
Село находилось на расстоянии в 1 км от села Слюсари.